# Steeven Langil
Steeven Joël Langil (* 4. März 1988 in Fort-de-France, Martinique) ist ein französischer Fußballspieler.

## Karriere

### Verein

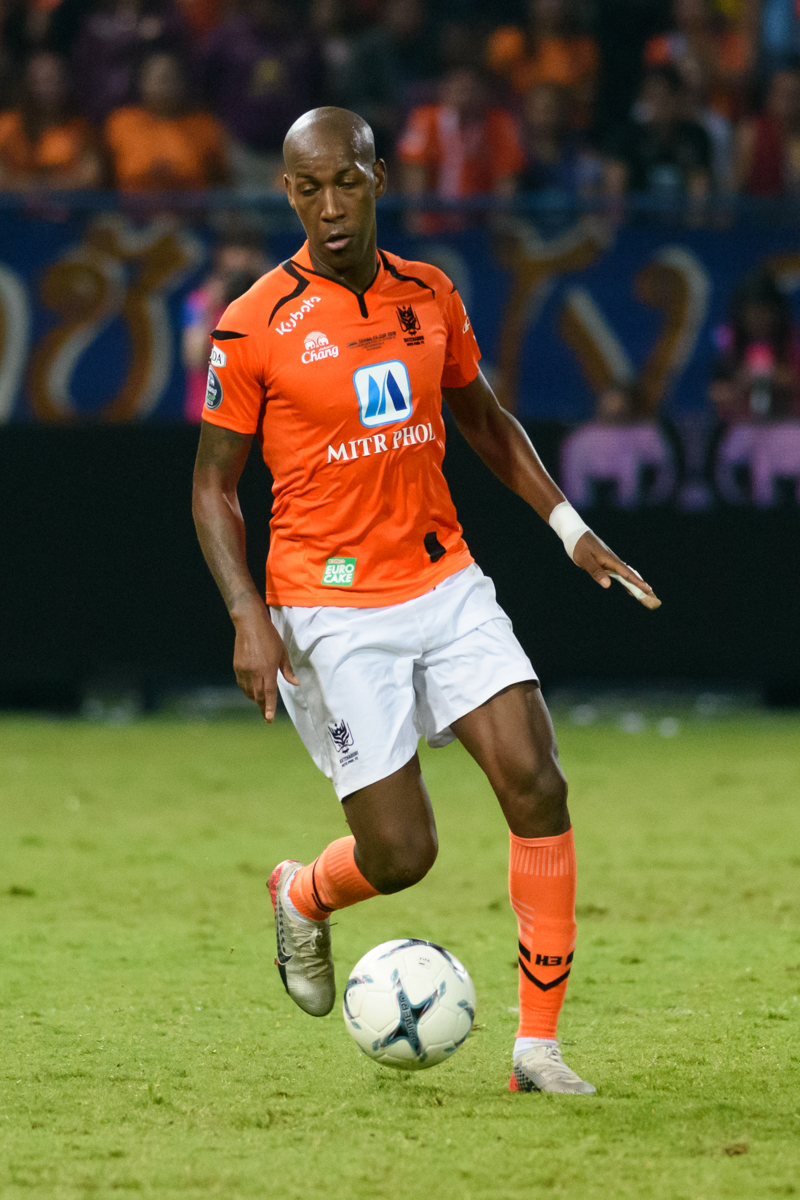
Steeven Langil (2019)

Das Fußballspielen erlernte Steeven Langil auf Martinique sowie in der Jugendmannschaft von Olympique Nîmes. Hier unterschrieb er 2006 auch seinen ersten Vertrag. Bei dem in der Zweiten Liga spielenden Club blieb er bis Mitte 2007. Im Juli 2007 unterschrieb er einen Vertrag bei AJ Auxerre. Der Verein aus Auxerre spielte ebenfalls in der Zweiten Liga. Die Saison 2009/10 wurde er nach Caen zum Zweitligisten SM Caen ausgeliehen. Die Rückserie 2011 wurde er vom FC Valenciennes ausgeliehen. Der Club aus Valenciennes spielte in der Ersten Liga, der Ligue 1. Im Anschluss wurde er an CS Sedan aus Sedan ausgeliehen. Nach Ende der Vertragslaufzeit in Auxerre unterschrieb er Mitte 2013 einen Vertrag bei EA Guingamp. Bei dem Zweitligisten spielte er bis Mitte 2014. Im Juli 2014 ging er nach Belgien, wo ihn der Erstligist Royal Excel Mouscron aus Mouscron unter Vertrag nahm. Nach einer Saison ging er zu Waasland-Beveren, einem Verein, der ebenfalls in Belgien beheimatet ist. Im Juli 2016 zog es ihn nach Polen, wo er einen Vertrag bei Legia Warschau unterschrieb. Hier wurde er die Rückrunde 2017 an seinen ehemaligen Club Waasland-Beveren ausgeliehen. Im September 2017 unterschrieb er einen Vertrag in den Niederlanden. Hier schloss er sich dem NEC Nijmegen, einem Verein, der in der Eerste Divisie spielt, an. Ratchaburi Mitr Phol, ein Erstligist aus Thailand, verpflichtete ihn ab der Saison 2019. Für Ratchaburi absolvierte er 83 Erstligaspiele und schoss dabei 19 Tore. Von Juli 2022 bis Dezember 2022 war er vertrags- und vereinslos. Im Januar 2023 verpflichtete ihn der Zweitligist Uthai Thani FC. Mit dem Verein aus Uthai Thani wurde er am Saisonende Tabellendritter und qualifizierte sich somit zu den Aufstiegsspielen zur ersten Liga. Hier konnte man sich im Finale gegen den Customs United FC durchsetzen und stieg in die erste Liga auf. Für Uthai Thani bestritt er 19 Ligaspiele. Nach Ende der Saison wurde sein Vertrag in Uthai Thani nicht verlängert. Im Juni 2023 verpflichtete ihn der Erstligist Khon Kaen United FC. Für den Verein aus Khon Kaen bestritt er 25 Ligaspiele. Im Sommer 2024 wurde sein Vertrag bei dem Erstligisten nicht verlängert. Ende Juli 2024 nahm ihn der Bangkoker Zweitligist Kasetsart FC unter Vertrag. Nach der Hinrunde kehrte er zu seinem ehemaligen Verein Khon Kaen United FC zurück. Am Ende der Saison 2024/25 wurde er mit Khon Kaen Tabellenletzter und musste somit in die zweite Liga absteigen. Für Khon Kaen bestritt er 14 Ligaspiele. Hierbei erzielte er drei Treffer. Nach dem Abstieg wurde sein Vertrag nicht verlängert. Im Juli 2025 schloss er sich in Sisaket dem Zweitligisten Sisaket United FC an.

### Nationalmannschaft
Steeven Joël Langil spielte 2009 zweimal für die U-21-Nationalmannschaft von Frankreich. Von 2016 bis 2017  absolvierte er insgesamt elf Partien für die Fußballnationalmannschaft von Martinique und erzielte dabei fünf Treffer. Sein Länderspieldebüt gab er am 24. März 2016 in einem Qualifikationsspiel zum Caribbean Cup gegen die Britischen Jungferninseln im Stade Pierre Aliker in seiner Geburtsstadt Fort-de-France. Bei diesem 3:0-Sieg schoss er auch sein erstes Tor für die Auswahl.

## Erfolge
EA Guingamp
- Französischer Pokalsieger: 2014